# تل خويلفة

## تل خويلفة
الاسم التوراتي (تل حلف) يقع في فلسطين على الحدود الشمالية من صحراء النقب، وتبلغ مساحته حوالي 3 هكتار. الموقع كان مأهولاً بالسكان خلال المراحل الثلاث الأولى من العصر البرونزي القديم ومحصناً فقط خلال المرحلتين الثانية والثالثة من العصر البرونزي القديم.
خرج اهلها عرب الرماضين منها عام 1948 فوقعت تحت الاحتلال الاستيطاني الصهيوني، أشهرها الفريجات.